# Família indexada
Na matemática, uma família indexada de conjuntos é definida por partes, começando com o conceito mais geral de uma família indexada de elementos, que é na verdade apenas uma forma alternativa de definir uma função.
Primeiro, uma função f de um conjunto J a um conjunto X pode ser visto como uma família de elementos de X indexados por J. Segundo essa convenção, J é chamado de conjunto indexador ou conjunto de índices, o conjunto X é chamado de conjunto indexado, a função é chamada de família e a imagem f(j) para j ∈ J é denotado como xj e chamado de termo da família. A função f é denotada (xj)j∈J ou simplesmente (xj).
Se o conjunto X for o conjunto das partes de um conjunto U, então a família {xj}j∈J é chamada de família de conjuntos indexada por J, ou simplesmente uma família de conjuntos.